# Better Than Us
Better Than Us (Originaltitel: russisch Лучше, чем люди Lutschsche, tschem ljudi) ist eine russische Science-Fiction-Fernsehserie aus dem Jahr 2018.

## Handlung
Die Geschichte spielt im Jahr 2029, in dem Androiden den Menschen in verschiedenen Bereichen im Haushalt helfen und sie sogar in vielen einfachen Berufen ersetzen. Diese müssen sich dabei aber an Isaac Asimovs drei Gesetze der Robotik halten.
Chinas Ein-Kind-Politik hat zu einem kritischen Mangel an heiratsfähigen Frauen geführt. Daher wurde ein Ingenieur beauftragt einen fortschrittlichen Androiden namens Arisa zu entwerfen, der in der Lage sein soll emotionale Intelligenz zu entwickeln. Arisa soll als Ehefrau und Mutter von Adoptivkindern eingesetzt werden können. Außerdem soll sie ihre Familie, zu der auch sie gehört, vor Gefahren beschützen können. Dazu mussten aber die drei Gesetze der Robotik außer Kraft gesetzt werden. Arisa wird in der Folge an die fiktive russische Roboterfirma CRONOS verkauft.
Arisa tötet versehentlich einen Mann bei CRONOS, der versucht hat, sie als Sexroboter zu benutzen und flieht dann. Sie trifft auf die kleine Sonja Safronowa und registriert sie automatisch als Nutzer und wird dadurch zur Hüterin der Familie von Sonja.
Die Serie folgt drei Handlungssträngen:
- Das Leben und die emotionale Entwicklung von Arisa in der Familie Safronow und die Konflikte mit dem Vater und Gerichtsmediziner Georgy Safronow, der mit mehreren familiären und beruflichen Problemen zu kämpfen hat
- Der Sohn der Familie, Jegor Safronow, der sich zusammen mit seiner Freundin Schanna in der Terroristengruppe „Liquidators“ befindet, die das Zusammenleben mit Androiden ablehnen und sie daher zerstören wollen.
- Die Geheimnisse von Wiktor Toropow, dem Chef von CRONOS, und dem Unternehmen selbst[2][3]

## Produktion und Ausstrahlung
Die Dreharbeiten begannen im Sommer 2016 und endeten 2018. Das Drehbuch wurde von Andrej Dschunkowski verfasst. Die Produktion übernahm das Medienunternehmen Yellow, Black and White in Kooperation mit Sputnik Vostok Production.
Die Serie feierte ihre Premiere auf dem russischen Fernsehsender Perwy kanal am 23. November 2018. Der Streaming-Anbieter Netflix nahm die Serie in sein Angebot auf und synchronisierte sie unter anderem auf Deutsch und Englisch. Sie ist die erste russische Fernsehserie, die Netflix als Netflix Originals veröffentlichte.
Die deutsche Premiere der kompletten ersten Staffel auf Netflix war am 16. August 2019, am 24. August 2019 wurde die zweite Staffel auf Netflix veröffentlicht.
Von Netflix werden die je 8 Folgen der ersten und zweiten Staffel zusammen als „Staffel 1“ geführt, es gibt dort keine „Staffel 2“. Diese Zählung wird auch in einigen anderen Quellen genutzt, sodass häufig nur eine erste Staffel mit 16 Folgen gelistet wird. Produziert wurde die Serie offenbar im Original als bisher zwei Staffeln mit je 8 Folgen.

## Besetzung und Synchronisation
Die deutschsprachige Synchronisation wurde von der Berliner Synchron im Auftrag von Netflix durchgeführt. Das Dialogbuch sowie die -regie übernahm dabei Dirk Müller.
| Rolle    | Schauspieler         | Synchronsprecher   |
| -------- | -------------------- | ------------------ |
| Georgi   | Kirill Kjaro         | Thomas Schmuckert  |
| Wiktor   | Aleksandr Ustjugow   | Peter Flechtner    |
| Jegor    | Eldar Kalimulin      | Sebastian Fitzner  |
| Arisa    | Paulina Andrejewa    | Sabine Mazay       |
| Bars     | Alexander Kusnezow   | Sebastian Kluckert |
| Alla     | Olga Lomonossowa     | Marieke Oeffinger  |
| Borja    | Arseni Sidorow       | Nele Zech          |
| Maxim    | Sergej Tessler       | Jörn Linnenbröker  |
| Lew      | Denis Burgazlijew    | Paul Matzke        |
| Sonja    | Witalija Kornijenko  | Mina Chamlali      |
| Igor     | Pawel Woroschzow     | Bastian Sierich    |
| Lara     | Maria Lugowaja       | Lina Rabea Mohr    |
| Schanna  | Wera Panfilowa       | Alice Bauer        |
| Warlamow | Kirill Poluchin      | Gerrit Hamann      |
| Gleb     | Fjodor Lawrow        | Tino Kießling      |
| Swetlana | Irina Tarannik       | Sarah Riedel       |
| Alexej   | Sergej Sosnowski     | Bodo Wolf          |
| Irina    | Viktorija Korljakowa | Nicole Hannak      |
| Stas     |                      | Jan Andres         |
| Nikolaj  | Wictor Solowjow      | Jan Spitzer        |
| Marina   | Aleksandra Ursuljak  | Cornelia Waibel    |
| Swetow   | Sergei Kolesnikow    | Klaus Lochthove    |
| Petrenko | Iwan Kositschkin     | Fabian Oscar Wien  |
| Katja    | Ksenia Kubassow      | Patrizia Carlucci  |
| Balasch  | Sergei Gubanow       | Peter Lontzek      |
| Dima     | Wassili Butkewitsch  | Tom Raczko         |
| Wadim    | Dmitri Kulitschkow   | Jeremias Koschorz  |

## Rezeption
Die Serie wurde für ihre Charaktertiefe, emotionale Bindung und Schauspielerleistung gelobt. Aufgrund des Settings wird sie auch mit der Serie Real Humans – Echte Menschen bzw. Humans verglichen. Es wird vor allem die emotionale Fähigkeit von Robotern hinterfragt und unterhaltsam und mitfühlend vermittelt. Durch die Roboter-Gegenbewegung wird die Frage aufgeworfen, ob die Androiden Fluch oder Segen für die Menschen sind.